# Metropolis Street Racer
Metropolis Street Racer är ett racingspel utvecklat av Bizarre Creations till Sega Dreamcast.